# Без вины виноватые (фильм, 1945)
«Без вины́ винова́тые» — советский фильм-экранизация, снятый на киностудии «Мосфильм» в 1945 году режиссёром Владимиром Петровым по одноимённой комедии Александра Островского.

## Сюжет
В провинциальный город на гастроли приезжает известная актриса Елена Кручинина. Это её родной город. Когда-то здесь у неё был любимый человек и сын Гриша. Любимый бросил её ради богатой невесты, а ребёнок умер. Прошло 17 лет. Кручинина произвела большое впечатление на местную публику как своей игрой, так и добротой. Молодой актёр Незнамов не может для себя решить, кто перед ним: действительно лучшая из женщин, каких он когда-либо видел, или циничная актриса, бросающая своих детей, как о ней говорят. Он ещё не знает, что Кручинина — его мать.

## В ролях
- Алла Тарасова — Елена Ивановна Кручинина, известная провинциальная актриса
- Виктор Станицын — Нил Стратоныч Дудукин, богатый барин (в титрах В. Я. Станицин)
- Борис Ливанов — Григорий Львович Муров, молодой человек из губернских чиновников
- Ольга Викландт — Нина Павловна Коринкина, актриса
- Владимир Дружников — Григорий Незнамов, артист провинциального театра
- Алексей Грибов — Шмага, артист провинциального театра
- Павел Массальский — Петя Миловзоров, первый любовник
- Софья Халютина — Арина Архиповна Галчиха, мещанка
- Николай Коновалов — антрепренёр театра
- Борис Шухмин — помощник режиссёра
- Софья Гаррель — Таиса Ильинишна Шелавина, девица, товарка Отрадиной (нет в титрах)
- Владимир Уральский — купец (нет в титрах)

## Съёмочная группа
- Сценарная разработка и постановка — Владимира Петрова
- Оператор — Владимир Яковлев
- Художник — Владимир Егоров
- Композитор — Николай Крюков

### Восстановленная версия
К повторному выпуску фильм подготовлен на киностудии Мосфильм в 1966 году.
- Режиссёр восстановления — Константин Полонский
- Звукооператор — Леонид Воскальчук

## Видео
На видеокассетах фильм выпущен компаниями «Дом Видео» и «Мастер Тэйп».
20 апреля 2006 года фильм выпущен на дисках DVD студией «Союз Видео». Также выпущен на DVD компаниями «Ретро-клуб» и «Восток В».